# Live 2007 - "Il Concerto"
Live 2007 - "Il Concerto" è un album musicale contenente registrazioni dal vivo effettuate durante gli ultimi anni della carriera di Mia Martini. Pubblicato nel 2007 con etichetta Deltadischi, l'album riscosse un buon successo come allegato alla popolare rivista Tv Sorrisi e Canzoni.

## Descrizione
Questa raccolta contiene alcune interpretazioni dal vivo inedite, registrate da Mia Martini negli ultimi anni di carriera. Spiccano per intensità, Emozioni e Reginella.
L'apertura del disco è stato affidato all'inedito Le altre, scritto da Mariella Nava.

## Tracce

### Inediti in studio
1. Le altre (inedito)
2. Uomini farfalla (duetto inedito con Maurizio Piccoli)

### Inediti live
1. Statte vicino a me
2. Questi miei pensieri
3. Al mondo
4. Che vuoi che sia se t'ho aspettato tanto
5. Donna
6. Inno
7. I treni a vapore
8. Come Togheter
9. Cu'mme
10. Gli uomini non cambiano
11. Medley (Minuetto - E non finisce mica il cielo - Piccolo uomo - Danza)
12. Almeno tu nell'universo
13. Reginella
14. Emozioni